# واکنش وارنترپ
واکنش وارنترپ که تخریب وارنترپ نیز نامیده می‌شود، یک نام واکنش در شیمی آلی است که به افتخار فرانتس وارنترپ که این واکنش را در سال ۱۸۴۰ توصیف کرد، نامگذاری شده‌است. این واکنش شامل تجزیه یک کربوکسیلیک اسید غیر اشباع به یک اسید اشباع با دو اتم کربن کمتر و استیک اسید است. تکه‌تکه شدن توسط یک قلیای مذاب پیش می‌رود.

## سازوکار واکنش
در زیر، سازوکار واکنش برای تجزیه (E)-۴-هگزنوئیک اسید نشان داده شده‌است.

## کاربردها
شرایط این واکنش سخت است: محیط پتاسیم هیدروکسید مذاب در دماهای بین ۲۵۰ تا ۳۰۰ درجه سانتی‌گراد. این واکنش در تشخیص ساختار اسیدهای چرب خاص از اهمیت خاصی برخوردار است، اما ارزش سنتزیِ عملیِ کمی دارد. واکنش اولیه که توسط وارنترپ در سال ۱۸۴۰ انجام شد، مربوط به تبدیل اولئات به پالمیتات و استات بود.